# 下妻物語
《下妻物語》（日語：下妻物語）是日本作家嶽本野薔薇（嶽本 野ばら）於2002年9月出版的小說，2004年改編為同名電影，由中島哲也執導、深田恭子與土屋安娜主演。

## 劇情大綱
龍崎桃子是住在日本茨城縣下妻市的蘿莉塔風格少女，她始終幻想自己生活在18世紀法國的洛可可時代。雖然自我中心的她沒有朋友，但她並不在乎，因為蘿莉塔服裝是她生活的一切，為此她多次藉口和父親要錢，並出售父親未賣出的偽造名牌服飾，因此與前來買衣服的暴走族白百合巫女相識。
白百合巫女是暴走族團體「鋪爾威帝劉」（Ponytail日文漢字音譯）的成員，她經常到桃子家裡與她閒談，很快地，兩人成為親密的好友。鋪爾威帝劉的總長亞樹美即將引退，為了製作餞別禮，兩人四處尋訪傳說中的刺繡師，並在服飾店裡認識了設計師磯部，磯部對桃子刺繡技術十分讚賞，便邀她從事服裝設計。在一家柏青哥裡，巫女認識了梳著力怎頭的黑幫龍二，並墜入情網，但她很快就發現龍二的未婚妻是亞樹美。
失戀的巫女受到桃子啟發，決定脫離打算和其它組織合併的鋪爾威帝劉。巫女接受離隊懲罰儀式，必須被所有暴走族成員毆打。桃子騎上自己一直以來十分排斥的機車，趕往懲罰儀式現場，她謊稱自己是知名黑幫老大的女兒，在救出巫女後，兩人開懷大笑。
桃子完成了刺繡作品，磯部十分滿意，希望她畢業後到公司就職；而巫女在擔任模特兒一職的第一天，就因為衝動的性格衍生了不少麻煩，雖然作品蔚為風潮，但她最終並未成為模特兒，而是在機車行工作，並時不時一個人飆車。在故事最後，桃子和巫女騎著機車，笑容洋溢。

## 演員
- 深田恭子 - ，龍崎桃子
- 土屋安娜 - ，白百合巫女（草莓）
- 宮迫博之 - 桃子的父親
- 篠原涼子 - 桃子的母親
- 樹木希林 - 桃子的祖母
- 岡田義德 - 磯部明德，BABY,THE STARS SHINE BRIGHT社長
- 小池榮子 - 亞樹美，暴走團體「鋪爾威帝劉」一代頭目
- 阿部サダヲ - 獨角獸龍二／婦產科醫生
- 荒川良良 - 八百屋
- 矢澤心 - ，「鋪爾威帝劉」二代頭目
- 福田麻由子 - 龍崎桃子（童年時代）
- 生瀨勝久 - 柏青哥店老闆
- 真木陽子 - Baby店員
- 本田博太郎 - 黑道老大

## 得獎記錄
| 獎項             | 獎項       | 獎項     | 獎項 |
| 獎項             | 類別       | 受獎者   | 結果 |
| ---------------- | ---------- | -------- | ---- |
| 2004年橫濱電影節 | 最佳電影   | 下妻物語 | 獲獎 |
| 2004年橫濱電影節 | 最佳女主角 | 深田恭子 | 獲獎 |
| 2004年橫濱電影節 | 最佳導演   | 中島哲也 | 獲獎 |
| 2004年橫濱電影節 | 最佳女配角 | 土屋安娜 | 獲獎 |
| 日本學院賞       | 最佳新人   | 土屋安娜 | 獲獎 |
| 2004年每日電影獎 | 最佳女主角 | 深田恭子 | 獲獎 |
| 2004年每日電影獎 | 最佳新人   | 土屋安娜 | 獲獎 |

## 商品

### DVD / Blu-ray
- 下妻物語 スタンダード★エディション（DVD1枚組、2004年11月26日発売）SDV-3247D
  - 映像特典
    - 特報
    - 劇場予告編
    - TVスポット集
    - キャスト・スタッフ紹介
    - わくわくチャプター（ストーリー / 桃子のお洋服 / ロケマップ）

  - 音声特典
    - オーディオコメンタリー1（深田恭子×土屋アンナ×監督・脚本：中島哲也）
    - オーディオコメンタリー2（制作スタッフ）

  - 初回限定特典
    - キラキラスポンジシール
- 下妻物語 スペシャル★エディション（DVD2枚組、2004年11月26日発売）SDV-3246D
  - ディスク1：本編DVD（スタンダード★エディションと同様）
  - ディスク2：特典DVD
    - 一角獣初恋ものがたり
    - DVDオリジナルメイキング
    - 未公開シーン&これってNG?etc.集
    - 主要キャスト10人+監督インタビュー
    - 妃魅姑伝説のヒミツ
    - 桃子のお部屋ほか美術のヒミツ
    - 完成披露会見
    - 渋谷ジャック
    - アートギャラリー
    - 隠しコマンド

  - 封入特典
    - 特製フォトブック

  - 初回限定特典
    - 撮影日誌完全版
    - 特製アウターケース付きデジパック仕様
- 下妻物語 Blu-ray（1枚組、2010年5月21日発売）
  - 映像特典
    - 特報
    - 劇場予告編
    - TVスポット集

  - 音声特典
    - オーディオコメンタリー1（DVD版と同様）
    - オーディオコメンタリー2（DVD版と同様）

### 原聲帶
- 菅野よう子 他、『下妻物語 オリジナル・サウンドトラック』、DefSTAR Records、2004年、DFCL-1205
- 菅野よう子 他、『下妻物語 オリジナル・サウンドトラック』、DefSTAR Records、2004年、DFCL-1137(CCCD)
- Tommy heavenly6、『Hey my friend』、DefSTAR Records、2004年、DFCL-1136（主題歌）

### 攝影集
- 吉村春海 撮影、『深田恭子in下妻物語』、ぴあ、2004年、ISBN 4-8356-0937-9
- 深田恭子、『深田恭子 in 下妻物語』、アミューズソフトエンタテインメント、2004年、ASBY-2490

## 外部連結
- 映画 『下妻物語』電影官方網站 （日語）
- 互联网电影数据库（IMDb）上《下妻物語》的资料（英文）
- 豆瓣电影上《下妻物語》的資料 （简体中文）